# Sever, můj domov
Sever, můj domov (1973, Home is the North) je dobrodružný román pro mládež, který napsal americký spisovatel Walt Morey. Román vypráví příběh patnáctiletého chlapce, který si natolik oblíbí život na pobřeží Aljašky, že se brání přestěhování do města. 

## Obsah románu
Hlavním hrdinou románu je patnáctiletý sirotek Brad, kterého po tragické smrti jeho rodičů vychovává babička. Společně bydlí na aljašské samotě. Když zemře i Bradova babička, ujme se chlapce kapitán Ed Bishop s manželkou Annou, kteří se živí rybařením. Brad najde v rodině nový domov, Anna ho v aljašské divočině učí lovit zvěř a Ed ho bere na lov lososů. Brad pozná cenu poctivé práce, uchvátí jej nádherná aljašaká příroda, kde je mnoho divoké zvěře a je možno potkat vlky, medvědy i rosomáky a také vidět polární záři. Zapustí v nové rodině kořeny natolik, že se ze všech sil brání snahám své jediné zbylé pokrevní příbuzné, tetičky Kláry ze Seattlu, která ho chce odvézt do velkoměsta.
Majitel konzervárny v Orca City Frank Karlson rybáře nestydatě okrádá a kapitán Ed mu dluží patnáct tisíc dolarů za novou loď, na které loví společně se svým pomocníkem, kterému se říkalo Habán George. Peníze Karlsonovi dlužili i Bradovi rodiče. Proto odjeli k ostrovu Kodiak, kde velké množství ryb slibovalo úspěšný lov a výdělek ke splacení dluhu. Dostali se tam však do hrozné bouře a utopili se. Karslon chce kapitána Eda o loď připravit. Když mu však Ed řekne, že s jeho nemorálním chováním seznámí ostatní rybáře, kteří mu pak přestanou dodávat ryby, od svého záměru ustoupí.
Pro Brada si do Orca City přijede teta Klára a chce si ho vzít jako nezletilého sebou. Brad proto uteče a vydá se pěšky do svého domova u kapitána Eda. Strastiplná cesta je dlouhá sto kilometrů, Brad se na ní málem utopí, ztratí pušku a trpí hladem. Teta Klára tak pochopí, jak je sever pro něho důležitý a slíbí mu, že každý rok na prázdniny se bude moci ke kapitánovi Edovi vrátit..

## Česká vydání
- Sever, můj domov, Albatros, Praha 1973, přeložil Radoslav Nenadál.